# Anton Maria Borga
Monsignor Anton Maria Borga (Locarno, 25 marzo 1723 – Venezia, 1768) è stato un presbitero e letterato italiano.

## Il sacerdote

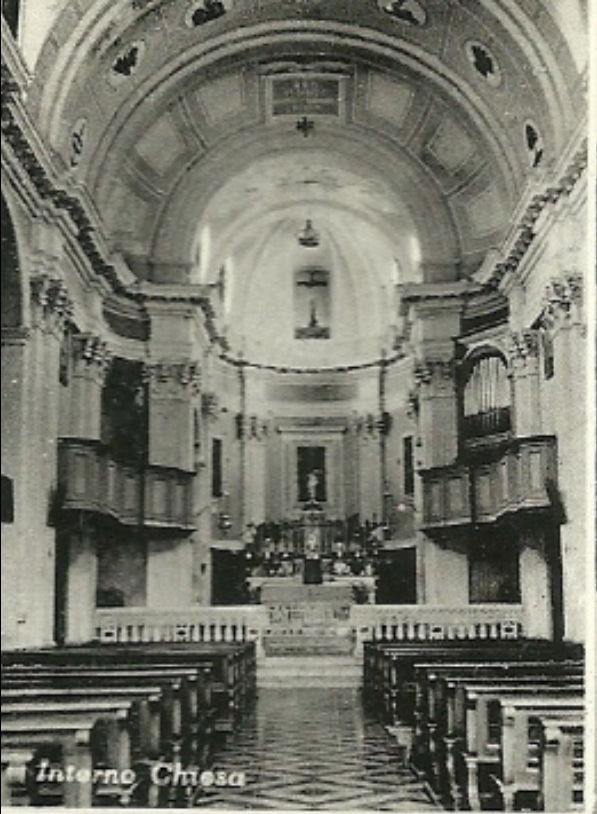
Interno Prepositurale di Lepreno, prima metà del XX secolo

Per sostituire l'allora neo Parroco Francesco Grigis da Endenna che, poco abile, suscitò un vespaio di litigi e proteste per aver voluto passare al beneficio beni di proprietà della comunità, il vescovo di Bergamo Antonio Redetti lo mandò a Lepreno, dove restò dal 1755 al 1768; la sua permanenza fu però frammentaria perché risiedette preferibilmente a Venezia, e venne intanto sostituito, quale vicario parrocchiale, da Antonio Milesi. Borga ebbe diverse contese con il suo sostituto e con i parrocchiani per via della sua noncuranza e prodigalità: arrivò a vendere per una piccola somma di denaro il diritto di cantare la messa a Oltre il Colle e a Cornalba, e il 2 marzo 1768 fu quindi costretto a rinunciare all'incarico per ordine del vice capitano di Bergamo. Durante la sua permanenza a Lepreno, nominò a prevosto i parroci locali e a prepositura la chiesa parrocchiale. Trasferitosi a Venezia definitivamente, morì nel 1768 in estrema indigenza.

## Il letterato
Sotto il nome di Adriano Baronio de Nonperle, Anton Maria Borga si dedicò alla poesia, inventando nuove forme come le ottave codate, le dozzine, le decine e le sonetesse, cioè i sonetti che cominciano con le terzine e finiscono con le quartine. Fu amico dei Serassi, famosi costruttori di organi, e dei fratelli Gozzi, e pubblicò alcuni poeti di Zogno.